# Три солитера на Лиману IV
Три стамбена солитера на Лиману IV су зграде изграђене током осамдесетих година. Зграде се налазе у Новом Саду, у месној заједници Лиман.
Зграде су саграђене 1988. године. Све три зграде високе су 75 метара, и имају 18 спратова. Солитери имају два лифта, од којих су сви функционални. Зграде су специфичне по својим црвеним капама на врху. Током НАТО бомбардовања 1999. године средња зграда била је благо оштећена, већ у јануару 2000. године зграда је обновљена.

## Галерија
- Поглед на солитере
- Солитери (десно)